# Neohylus
Neohylus – rodzaj chrząszczy z rodziny kózkowatych i podrodziny zgrzypikowych.

## Zasięg występowania
Przedstawiciele tego rodzaju występują w Ameryce Południowej, w Kolumbii, Peru i północno-zachodniej Brazylii.

## Systematyka
Do Neohylus należą 2 gatunki:
- Neohylus alexandrei
- Neohylus dubius.